# 2 Cool 4 Skool
2 Cool 4 Skool је дебитантски сингл албум јужнокорејског боj бенда БТС. Објављен је 12. јуна 2013. године. Албум се састоји од девет нумера, укључујући две скривене нумере, са „No Моre Dream" као водећим синглом. Група је такође промовисала још један сингл „We Are Bulletproof pt.2" са албума заједно са водећим синглом.

## Позадина
21. Маја 2013. Биг Хит Ентертаинмент покренуо је сат одбројавања на званичној веб страници групе и 26. маја поставио дебитантски трејлер на Ју тјубу. Укључивао је хип-хоп ритам, типографску анимацију и натпис "Коначно БТС ће дебитовати!" Слике потврђених чланова као и концептуална фотографија албума објављени су на њиховој званичној Фејсбук страници. Биг Хит Ентертаинмент открио је листу нумера за надолазећи албум на свом званичном Твитер налогу. Такође су објавили дизајн и детаље физичког албума у коме  ће бити приложени фотокњига и разгледница. Касније су објавили први тизер, откривши да ће им „No Моre Dream“ бити насловна нумера

## Музички спот
Музички видео за „No Моre Dream" објављен је 12. јуна 2013. уочи дебитантског наступа БТС-а. Плесна верзија спота за исту песму објављена је касније, 16. јуна 2013. усред промоције групе на музичким програмима. Музички видео за „We Are Bulletproof pt.2" је потом објављен 16. јула 2013. Цео плес је кореографисао Сон Сунгдеук, док је музичке спотове „No Моre Dream“ и „We Are Bulletproof pt.2“ режирао Заниброс . 

## Промоције
Група је 12. јуна 2013. одржала конференцију за штампу и дебитантски наступ, изводећи „No Моre Dream“ и „We Are Bulletproof pt.2“ на тај налин обележивши своју незваничну дебитантску позорницу у музичкој индустрији Јужне Кореје. Сао дан касније је БТС направио успешну званичну дебитантску позорницу на Мнетовом програму и то је означило почетак њихове промоције албума на разним музичким програмима Јужне Кореје. Много касније, 2015. године, БТС је одржао посебан концерт у знак подршке албуму. BTS Live Trilogy Episode I: BTS Begins одржана је два дана у Олимпијској дворани почев од 28. марта 2015, а БТС је извео песме из 2 Cool 4 Skool & O!RUL8,2? албума.

## Комерцијални успех
БТС је први пут ушао у Билбордову World Digital Songs листу са водећим синглом „No More Dream" под бројем 14  јуна 29. 2013. Песма је остала на листи три недеље узастопно. 2 Cool 4 Skool постигао је врхунац на броју 5 на седмичној Gaon Weekly Album Chart током промоције „ We Are Bulletproof pt.2". Након месец и по дана од објављивања албум је достигао број 10 на месечној листи Gaon Monthly Album Chart. Био је шездесет пети најпродаванији албум Јужне Кореје у 2013. години.

## Списак песама
| #  | Назив                                       | Аутори                                                    | Трајање |
| -- | ------------------------------------------- | --------------------------------------------------------- | ------- |
| 1. | "Intro: 2 Cool 4 Skool" (featuring DJ Friz) | Суприм Бој                                                | 1:03    |
| 2. | "We Are Bulletproof Pt. 2"                  | ПиДог - "Хитмен" Бенг - РМ - Шуга - Џеј-Хоуп - Суприм Бој | 3:45    |
| 3. | "Skit: Circle Room Talk"                    | ПиДог                                                     | 2:11    |
| 4. | "No More Dream"                             | ПиДог - "Хитмен" Бенг - РМ - Шуга - Џеј-Хоуп - Суприм Бој | 3:42    |
| 5. | "Interlude"                                 | Слоу Ребит                                                | 0:52    |
| 6. | "좋아요" (Joayo / I Like It / Like)         | Слоу Ребит - РМ - Шуга - Џеј-Хоуп                         | 3:51    |
| 7. | "Outro: Circle Room Cypher"                 | ПиДог - РМ - Џеј-Хоуп - Шуга - Ви - Џимин - Џангкук - Џин | 5:21    |

#### Физички албум
| #  | Назив                     | Аутори                                       | Трајање |
| -- | ------------------------- | -------------------------------------------- | ------- |
| 8. | "Skit: On the Start Line" | РМ - "Хитмен" Бенг                           | 2:33    |
| 9. | "길" (Gil / Path)         | РМ - Шуга - Џеј-Хоуп - ПиДог - "Хитмен" Бенг | 3:48    |